# Jasnota biała
Jasnota biała (Lamium album L.) – gatunek rośliny wieloletniej należący do rodziny jasnotowatych (wargowych). Kształtem liści, ulistnieniem i ogólnym wyglądem roślina przypomina pokrzywę, stąd też pochodzą jej ludowe nazwy: biała pokrzywka lub głucha pokrzywa, martwa pokrzywa.

## Rozmieszczenie geograficzne
Występuje w całej Europie oraz na znacznych obszarach Azji o klimacie umiarkowanym, ale także cieplejszym (Indie, Nepal, Pakistan). W Polsce jest pospolita, zarówno na niżu, jak i w niższych partiach gór i we florze Polski jest archeofitem.

## Morfologia

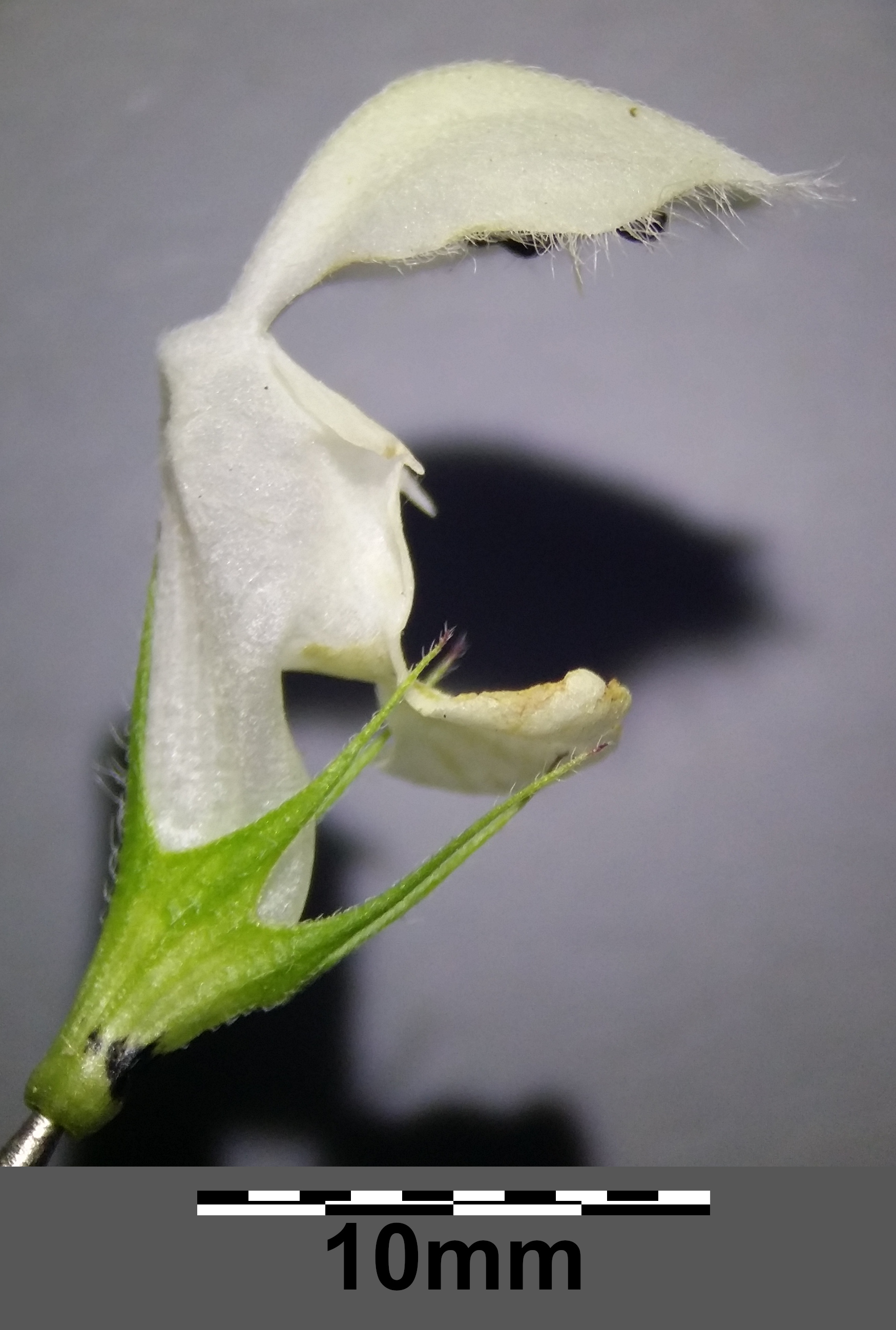
Kwiat

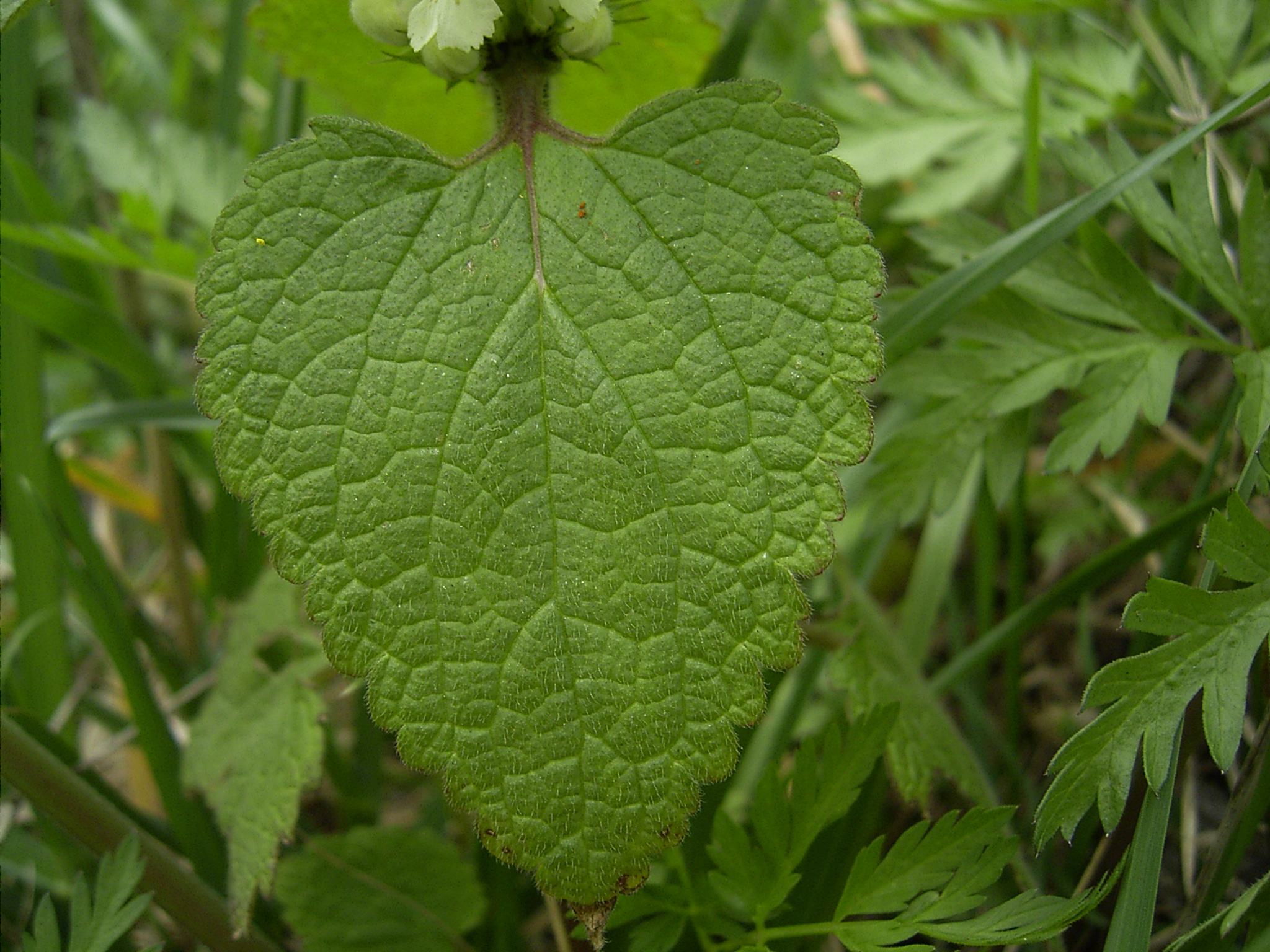
Liść

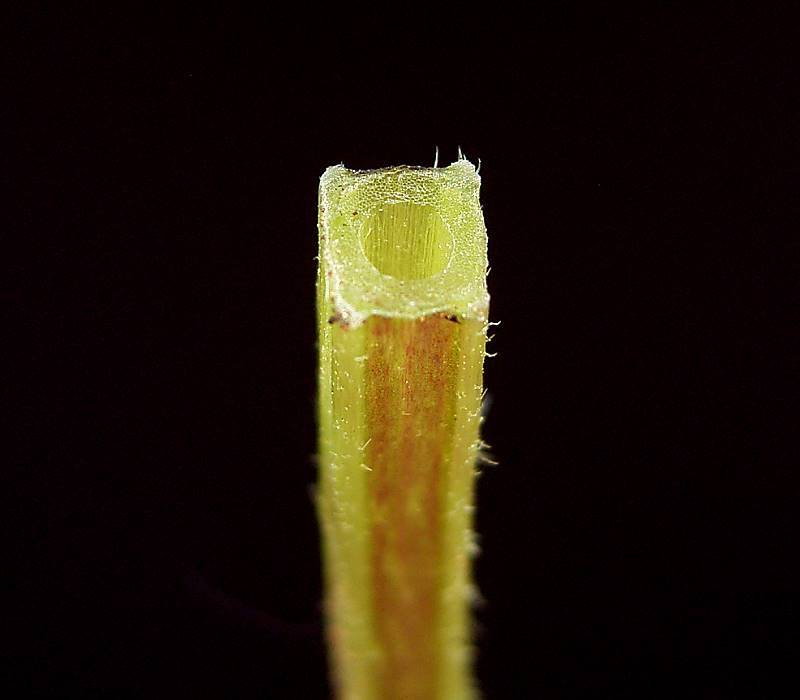
Przekrój poprzeczny łodygi

Łodyga, kłączeWzniesiona i nierozgałęziona łodyga z fioletowymi zabarwieniami w niektórych miejscach. Osiąga wysokość do 60 cm. Na przekroju poprzecznym jest czterokanciasta. Pod ziemią roślina posiada rozgałęzione kłącze i podziemne rozłogi, za pomocą których rozmnaża się wegetatywnie.
LiścieUlistnienie naprzeciwległe. Długoogonkowe jajowate lub sercowate liście są delikatnie owłosione i mają brzegi grubo, nierówno piłkowane.
KwiatyGrzbieciste, zebrane po 5–8 w okółkach w kątach liści. Kielich dzwonkowaty, z rurką i dłuższymi od niej ząbkami. Korona biała, kremowa lub żółtawobiała. U nasady ze zgiętą i rozdętą rurką, wewnątrz z pierścieniem włosków, zwieńczona dwiema okazałymi wargami. Górna warga jest hełmiasto wysklepiona i gęsto owłosiona. Dolna warga u nasady z dwoma bocznymi, wąskimi ząbkami, ze środkową łatką sercowatą – wyciętą pośrodku. Pręciki są cztery, z czego dwa dłuższe i dwa krótsze. Pylniki są owłosione, czarniawe, wysypuje się z nich bladożółty pyłek. Zalążnia jest czterokomorowa.
OwoceRozłupnie zawierające cztery jajowate, trójgraniaste rozłupki ciemnoszarego koloru.
Gatunki podobnePokrzywa zwyczajna ma drobne i zielone kwiaty oraz włoski parzące.

## Biologia i ekologia
Bylina, hemikryptofit. Kwitnie od kwietnia do października. Pręciki i słupek dojrzewają równocześnie. Zapylana jest przez błonkówki wabione nektarem.
Wymaga gleb zasobnych w związki azotu. Rośnie zwykle w skupieniach z powodu rozrastania się za pomocą rozłogów na przydrożach, rumowiskach, w zaroślach, w rowach. W klasyfikacji zbiorowisk roślinnych gatunek charakterystyczny dla O. Artemisetalia, All. Aegopodion podagrariae.

## Zastosowanie

### Roślina lecznicza
- Surowiec zielarski : kwiaty (Flos Lamii albi). Zbiera się je ręcznie przy słonecznej pogodzie i suszy w zacienionym miejscu. Kwiaty zawierają flawonoidy, garbniki, śluzy, saponiny, glikozydy, cholinę, związki irydowe, kwasy wielofenolowe oraz niewielkie ilości olejków eterycznych.
- Działanie: ma działanie przeciwzapalne, wykrztuśne, moczopędne i słabo ściągające. Największe zastosowanie znajduje w leczeniu chorób i dolegliwości kobiecych. Napar w mieszance z białą koniczyną stosowany jest przy nadmiernym i bolesnym miesiączkowaniu kobiet, gdyż zmniejsza krwawienie. Leczy też u kobiet upławy i stany zapalne narządów płciowych. Polecane jest też przy obfitych miesiączkach picie odwaru z 2 łyżek kwiatów na 2 szklanki wody 3 razy dziennie w równych porcjach.

Poza tym używana jest wewnętrznie w leczeniu stanów zapalnych przewodu pokarmowego, dróg oddechowych i dróg moczowych. W tym celu stosowana jest głównie w mieszance z innymi ziołami, takimi, jak: podbiał pospolity, mięta pieprzowa, kora wierzby, krwawnik pospolity, rumianek. Zewnętrznie stosowana była przy oparzeniach, trudno gojących się ranach i chorobach skórnych oraz do płukania jamy ustnej.
W lecznictwie ludowym stosowano doustnie odwar z kwiatów jasnoty w biegunkach niemowląt i małych dzieci.

### Roślina jadalna
Liście można przyrządzać jak szpinak, mają delikatny korzenno-grzybowy smak. Mogą byś składnikiem sałatek, zup, zapiekanek warzywnych, pizzy i tart. Kwiaty nadają się do dekoracji potraw. 

## Obecność w kulturze
Okaz jasnoty białej, bardzo wiernie odwzorowany, występuje w tle malarskim jednej ze scen ołtarza Wita Stwosza w Kościele Mariackim w Krakowie.